# Zdenka Brejc Perne
Zdenka Brejc – Perne, odvetnica,  *1908, Celovec †1964
Rodila se je 18. 4. 1908 v Celovcu kot peta hčerka odvetnika in politika Slovenske ljudske stranke na Koroškem, dr. Janka Brejca. Do zloma Avstro-Ogrske je družina, v kateri je bilo 7 otrok, živela v Celovcu. Dr. Janko Brejc je pred začetkom prve svetovne vojne na Koroškem v bližini Celovca kupil graščino Grieserhof. Po koncu prve svetovne vojne se je družina preselila v Ljubljano, živeli so na Mirju.  
Zdenka Brejc je imela zelo rada konje, igranje tenisa in družabno življenje. 

## Odvetniška kariera
Zdenka Brejc - Perne je bila druga ženska, vpisana v imenik Odvetniške zbornice Slovenije. S tem je zaorala ledino v odvetniškem poklicu, ki je bil od nekdaj namenjen moškim. Po šestih letih, kakor so tedaj zahtevali predpisi, je zaključila odvetniško prakso in se 1. 5. 1937 vpisala v imenik Odvetniške zbornice. 
Po maturi se je vpisala na Pravno fakulteto Univerze v Ljubljani, ki jo je končala leta 1931 in se takoj vpisala kot odvetniška pripravnica v odvetniški pisarni svojega očeta. Po očetovi smrti 6. 4. 1934 je nadaljevala odvetniško prakso v pisarni odvetnika dr. Ivana Stanovnika (ki je bil prevzemnik pisarne), a le za kratek čas; v času od 1.5.1934 do 1.3.1936 je nadaljevala odvetniško prakso v pisarni odvetnika dr. Adlešiča, nato pa še eno leto v pisarni dr. Marjana Zajca, ki je bil mož njene sestre Vere.
V življenjepisu, ki ga je sama v priporu napisala po koncu 2. svetovne vojne, pravi, da s pisarno ni mogla dobro zaslužiti, po kapitulaciji Italije septembra 1943 pa je delo v  odvetniški pisarni povsem zamrlo. V tem času se je preživljala s prodajo svojih premičnin - preprog, kristala, srebra ... Kljub materialnim težavam je ves čas vojne skrbela za ženo in sina svojega brata Božidarja, ki je bil interniran v Italiji.
Leta 1948 se je v Ljubljani pred vojaškim sodiščem začela glavna obravnava v političnih montiranih Dachauskih procesih, kjer so bili številni preživeli taboriščniki iz tega zloglasnega nacističnega taborišča obtoženi sodelovanja za nacistično tajno policijo. Sodišče je obtožencem določilo zagovornike po uradni dolžnosti - ena izmed njih je bila tudi Zdenka Brejc. Iz dosjeja, ki ga je o Zdenki Brejc vodila tedanja politična policija, Uprava za državno varnost (OZNA), je razvidno, da ji je OZNA približno v istem času začela intenzivno slediti. Ugotovila je, da je Zdenka Brejc prodala briljantni prstan, ki ga je prejela v prodajo od nekega znanca in jo je za to dejanje, ki je imelo znake kaznivega dejanja nedovoljene trgovine po tedanjih pravnih predpisih, obtožila. Med preiskovalnim postopkom je bila večkrat zaslišana, ta zaslišanja pa so se nanašala predvsem na podatke o različnih posameznikih iz ljubljanskega meščanskega okolja, ki jih je poznala. Zaslišanka ni nikjer izjavila karkoli obremenjujočega o komerkoli. Kazenski postopek in spremljajoča zaslišanja so predstavljala za Zdenko Brejc strahoten pritisk - pod tem bremenom je junija leta 1948 podpisala izjavo, da bo sodelovala z Upravo za državno varnost (OZNO). Kljub temu je bila zaradi nedovoljene trgovine obsojena na kazen zapora. Kazen je prestala, pravica opravljati odvetništvo pa ji ni bila odvzeta.

## Druga polovica njenega življenja
Očitno je bila v tistem času pred hudimi moralnimi dilemami in pod hudim pritiskom, kako naj ravna. 28. 1. 1950 se je odrekla pravici opravljati poklic odvetnice in prosila za izbris iz imenika odvetnikov. V tem času se je poročila z inženirjem metalurgije Jankom Pernetom, ki se je zaposlil v železarni na Jesenicah. Oba sta se preselila tja - Zdenka Brejc se je zaposlila najprej v neke vrste trgovini (okrajni magacin), nato pa v banki. 
Ko je bila stara 48 let, leta 1956, je rodila hčerko.
Zdenka Brejc je umrla 2. marca 1964, potem, ko je nekaj let bolehala za rakom.  